# Biała wizytówka
Biała wizytówka – polski serial obyczajowy, wojenny z 1986 roku w reżyserii Filipa Bajona; telewizyjna wersja filmu Magnat.

## Odcinki
1. Szyb nad lasem
2. Sweet home
3. Pojednanie
4. Spółka Ruberg
5. Ślub przed pałacem
6. Zarząd przymusowy

## Obsada
- Marek Barbasiewicz jako Jurek Zbierski
- Zygmunt Bielawski jako Kazimierz, sekretarz Hansa Heinricha
- Jerzy Bińczycki jako Zbierski, dyrektor kopalni von Teussów, ojciec Jurka
- Henryk Bista jako Gosche, asystent Goebbelsa
- Jan Englert jako Conrad, syn Hansa Heinricha
- Maria Gładkowska jako Daisy, żona Hansa Heinricha
- Rolf Hoppe jako Heinberg
- Adam Kamień jako młody Jurek Zbierski
- Bogusław Linda jako Bolko, syn Hansa Heinricha
- Olgierd Łukaszewicz jako Franzel, syn Hansa Heinricha
- Mirosława Marcheluk jako Missy
- Jan Nowicki jako książę Hans Heinrich XV von Teuss
- Daniel Olbrychski jako Winston Churchill
- Grażyna Szapołowska jako Marisca, żona Hanza Heinricha, potem Bolka
- Jerzy Trela jako sztygar Grela
- Wiesław Wójcik – lokaj
- Stanisław Jaroszyński jako polski lekarz Heinricha
- Ryszard Chlebuś
- Cezariusz Chrapkiewicz
- Erwin Nowiaszek

i inni